# Mackenzie
Il fiume Mackenzie (in slavey-hare: Deh-Cho [tèh tʃʰò], letteralmente "grande fiume") è un fiume artico americano e, con i suoi 1.738 km, il più lungo fiume del Canada. 

## Percorso
Nasce dal Grande Lago degli Schiavi e, dopo il suo lungo percorso nelle province più occidentali del Nord America, sfocia nel mare di Beaufort (mare del Mar Glaciale Artico). Sommando i suoi affluenti nell'Alberta e nella Columbia Britannica rappresenta il secondo sistema fluviale del continente nordamericano per lunghezza con ben 4241 km. Il suo bacino imbrifero si estende su una superficie di 1.810.000 km², buona parte del quale nel territorio canadese dei Territori del Nord-Ovest. La sua portata media può arrivare a 9700 metri cubi al secondo.
Il fiume è gelato da ottobre a maggio e in questo periodo il bacino è utilizzato anche come strada. Nei restanti 5 mesi è un fiume navigabile. Il fiume deve il suo nome all'esploratore britannico Alexander Mackenzie, che lo percorse nel tentativo di raggiungere l'Oceano Pacifico. Il vasto delta è habitat per numerose specie di uccelli migratori, oltre che per il beluga.

## Il sistema fluviale
Il sistema fluviale del fiume Mackenzie comprende, fra gli altri, il Grande Lago degli Orsi, il Grande Lago degli Schiavi, e il Lago Athabasca. Tra i maggiori affluenti, si segnalano i seguenti fiumi Grande Fiume degli Orsi, Liard, Peel e North Nahanni.